# 레이니
레이니(LANY)는 미국의 인디 팝 밴드이다. 2014년 결성된 캘리포니아주 로스앤젤레스 출신 남성 3인조 밴드이다. 밴드명 "LANY"는 로스앤젤레스(LA)와 뉴욕(NY)의 약자를 따 지었다.

## 음반 목록 (앨범)
- LANY (2017)
- Malibu Nights (2018)
- mama's boy (2020)
- mama's boy (deluxe) (2021)
- gg bb xx (2021)

## 음반 목록 (싱글, EP)
- I Loved You. (EP, 2015)
- Make Out (EP, 2015)
- kinda (EP, 2016)
- okay (with 줄리아 마이클스) (싱글, 2019)
- I Quit Drinking (with 켈시 발레리니) (싱글, 2021)
- dancing in the kitchen (싱글, 2021)